# Régis Gurtner
Régis Gurtner (* 8. Dezember 1986 in Saverne) ist ein französischer Fußballtorhüter, der seit 2015 im Profikader des SC Amiens steht. Mit der Mannschaft aus der Picardie ist er von der dritten bis in die erste Liga Frankreichs durchmarschiert.

## Karriere
Régis Gurtner begann mit dem Fußballspielen bei Football Club Sports Réunis Haguenau. Nach seinem Wechsel in die Jugendabteilung von Racing Straßburg durchlief er dort alle Jugendmannschaften, bis er 2005, nach einer Zeit in der zweiten Mannschaft, in die Profimannschaft kam.
Mit der Profimannschaft stieg er 2006, ohne großes Zutun, in die Ligue 2, die zweite französische Liga, ab. 2007 stieg man direkt wieder auf, jedoch stieg man im Jahr darauf wieder ab. Im Jahr 2010 folgte sogar der Abstieg in die drittklassige National. Bis zu dieser Zeit war Gurtner nur Ersatztorwart. Erst ab der Saison 2010/11, als Racing Strasburg bereits in der Drittklassigkeit spielte, wurde er zum Stammkeeper. Der Wiederaufstieg in die Ligue 2 misslang. Zur Saison 2011/12 wechselte dann Gurtner dann in die Ligue 2 und heuerte beim US Boulogne an. Mit Boulogne stieg Gurtner 2012 ebenfalls in die National ab, dieses Mal jedoch als Stammtorwart.